# Dan Castellaneta
Daniel Louis Castellaneta (Chicago, 29 oktober 1957) is een Amerikaans acteur.
Castellaneta is het meest bekend als de stem achter Homer Simpson uit de animatieserie The Simpsons. Hij was van het begin betrokken bij The Simpsons en maakte dan ook deel uit van de "The Tracey Ullman Show", waar The Simpsons voor het eerst in voorkwamen. Naast Homer Simpson doet Castellaneta in The Simpsons ook de stemmen van Grampa "Abe" Simpson, Barney Gumble, Krusty the Klown, Groundskeeper Willie, Mayor Quimby, Hans Moleman, Sideshow Mel en vele anderen. Hij schreef over de jaren heen ook een aantal afleveringen.
Andere tekenfilmseries die hij insprak waren onder meer Futurama, Hey Arnold!, Earthworm Jim, Darkwing Duck en Back to the Future: The Animated Series. Ook werkte hij als stemacteur mee aan de Engelse versie van de Seend. Verder is hij te zien geweest in gastrollen in series als Stargate SG-1, Friends, Everybody Loves Raymond, Married... with Children, Parks And Recreation en That '70s Show en speelde in speelfilms als Nothing in Common, K-9, Don't Tell Mom the Babysitter's Dead, Space Jam, The Pursuit of Happyness en de stem van de Genie in De Wraak van Jafar.